# Esfarayen
Esfarayen (persa: اِسفَرایِن) és una ciutat de la província iraniana del Khorasan Nord, que porta el nom d'una antiga ciutat dels primers temps de l'islam. El comtat s'estén per la part nord de la plana que va de Bistam i Xharud a l'oest a Nixapur a l'est. El riu principal és el Kah-e Shur.
Fou un rustak de Nixapur al segle x i la ciutat tenia llavors importància. El formaven uns 40 o 50 pobles. Va donar al notable teòleg i jurista Abu-Ishaq Ibrahim ibn Muhàmmad ibn Ibrahim ibn Mihran al-Mihrajaní al-Isfarayiní (mort el 1027), l'escriptor en persa Abu-l-Mudhàffar Tàhir ibn Muhàmmad al-Isfarayiní (mort el 1078) i el visir Abu-l-Abbàs al-Fadl ibn Àhmad al-Isfarayiní, que va servir sota Mahmud de Gazni i va morir el 1013 o 1014. La ciutat fou atacada i saquejada pels mongols el 1220 i després s'hi va establir un màlik local subordinat al governador mongol del Khurasan (constatat el 1233). La ciutat encara tenia certa importància un segle després quan fou ocupada pels sarbadars (1342) i fou la segona ciutat en importància dels dominis sarbadàrides; aquests la van conservar fins al final de l'estat quan va passar a Tamerlà. Sota els safàvides la vila va quasi desaparèixer, potser a causa de les incursions dels uzbeks més devastadores poc abans del 1597; al començament del segle xviii vers el 1725, va rebre el cop de gràcia quan fou saquejada pels afganesos. Modernament només queden la ruïnes anomenades Shahr-e Bilkis.
La regió fou constituïda en comtat el 1958.